# Laureana Cilento
Laureana Cilento er en by i Campania, Italien med 1.195 (2023) indbyggere.